# فلورنسا فينش
فلورنسا فينش (بالإنجليزية: Florence Finch)‏ هي مقاومة أمريكية، ولدت في 11 أكتوبر 1915 في سانتياغو في الفلبين، وتوفيت في 8 ديسمبر 2016 في إثاكا في الولايات المتحدة.